# نیتروسونیوم اوکتافلوروکسنات (VI)
نیتروسونیوم اوکتافلوروکسنات(VI) (به انگلیسی: Nitrosonium octafluoroxenate(VI)) با فرمول شیمیایی (NO)
۲XeF
۸ یک ترکیب شیمیایی است. 